# Турищев, Алексей Сергеевич
Алексе́й Серге́евич Тури́щев (1888—1962) — русский и советский военный музыкант, композитор, дирижёр и педагог. Воспитанник 12-го Астраханского гренадерского полка, автор музыки песни-марша «Врагу не сдаётся наш гордый „Варяг“».

## Биография
Алексей Турищев родился 1 (13) марта 1888 года в Калуге в многодетной семье рабочего.
С ранних лет проявил незаурядные способности к музыке, благодаря чему стал воспитанником Московского (12-го Астраханского гренадерского) полка и определён на обучение в Московскую консерваторию по классу кларнета.
В 1904 году победил в конкурсе на лучшую песню-марш для торжественного приёма, устраиваемого императором Николаем II в честь офицеров и матросов крейсера «Варяг» и канонерской лодки «Кореец», написав музыку к стихотворению Рудольфа Грейнца в переводе Евгении Студенской «Врагу не сдаётся наш гордый „Варяг“», сделал инструментовку для духового оркестра и хора и получил право дирижировать первым исполнением «Варяга» на перроне Курского вокзала.
В 1910 Алексей Турищев окончил Московскую консерваторию. В 1912 стал капельмейстером 177-го Изборского пехотного полка в Пензе, одновременно организовав класс кларнета в Пензенском музыкальном училище.
Алексей Сергеевич Турищев был участником Первой мировой и Гражданской войн.
С января 1918 года Турищев служил в Красной Армии, был капельмейстером 1-го Пензенского советского полка.
В 1918—1957 годах преподавал по классу духовых инструментов в Пензенском музыкальном училище и музыкальной школе № 1, располагавшихся в одном здании. В разное время одновременно сочетал несколько должностей — был директором училища и музыкальной школы (1925—1935), заведующим учебной частью.
В 1936 году 9 месяцев служил капельмейстером 93-го стрелкового Донского полка.
Во время Великой Отечественной войны четыре года опекал эвакуированных в Пензу воспитанников Центральной музыкальной школы при Московской консерватории.
Скончался А. С. Турищев 16 февраля 1962 года. Похоронен в Пензе на Митрофановском кладбище.